# Леща
Лєща (біл. Лешча) — село (веска) в складі Оршанського району Вітебської області Білорусі. Село розташоване в підпорядкуванні Зубівської сільської ради.
Веска Лєща розташована на півночі Білорусі, у південній частині Вітебської області.